# Advent
Advent (ádvent, úrjövet) a keresztény kultúrkörben a karácsony napját (december 25-ét) megelőző negyedik vasárnaptól karácsonyig számított időszak. A karácsonyi ünnepkör advent első napjával kezdődik, és vízkeresztig (január 6-ig) tart. Advent első vasárnapja, amely Szent András napjához legközelebb eső vasárnap, egyúttal az egyházi év kezdetét is jelenti.

## Az adventi időszak
Advent a karácsony (december 25.) előtti negyedik vasárnappal – más megfogalmazásban a Szent András apostol napjához (november 30.) legközelebb eső vasárnappal – veszi kezdetét, és karácsonyig tart. A görögkatolikusoknál – az 5. századi hagyományt megőrizve – hathetes az advent.
Advent első vasárnapja mindig november 27. és december 3. közé esik. Ez a nap három időszak kezdetét is jelenti: a keresztény egyházi év kezdetét, a karácsonyi ünnepkör kezdetét és természetesen az adventi időszak kezdetét. Az egyházi naptárban a hét vasárnappal kezdődik, így advent négy hete is a négy vasárnapot követi. Az utolsó hét hossza lehet egy nap (amikor a negyedik vasárnap december 24-re esik) vagy akár egy teljes hét is (amikor az utolsó vasárnap december 18-a).
December 24. az advent utolsó napja, még nem karácsony. Ennek megfelelően a régebbi egyházfegyelemben ez még böjti nap volt, így a nap hagyományos ételei (pl. hal, mákos guba) is böjtösek. A sötétség beálltával fokozódik a várakozás, mely a Jézus Krisztus születését ünneplő éjszakai misével ér véget.
Az ortodox kereszténységben a karácsonyt a húsvétihoz hasonló, negyven napos böjt előzi meg. Az utóbbi időben az ortodox keresztények körében is elkezdték a karácsonyi böjt időszakára annak latin nevét, az adventet használni.

## Az időszak neve

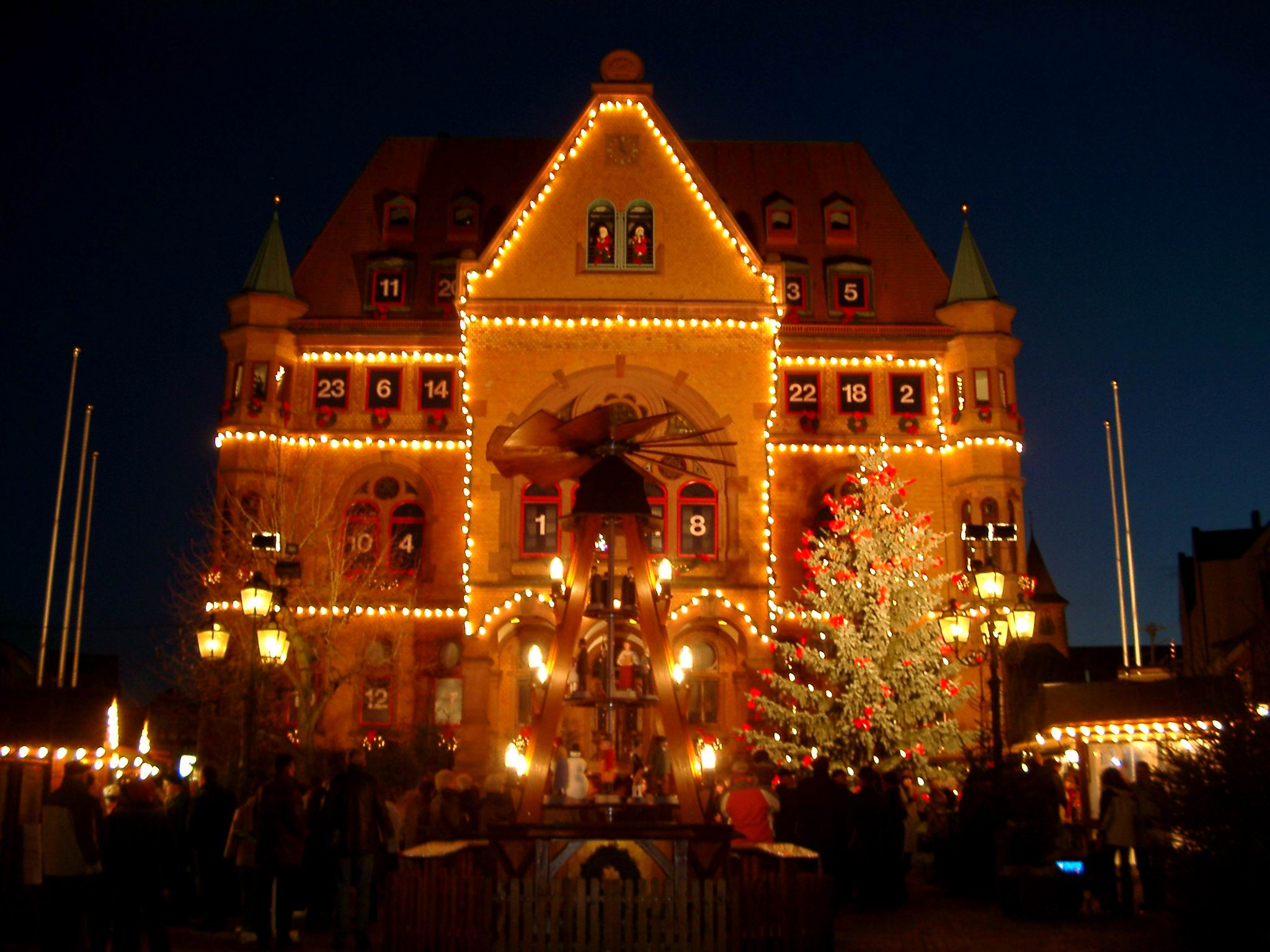
Adventi naptár egy középület homlokzatán (Rathaus Hünfeld)

Az advent szó jelentése „eljövetel”. A latin „adventus Domini” kifejezésből származik, ami annyit tesz: „az Úr eljövetele”. A karácsonyt megelőző várakozás az eljövetelben éri el jutalmát. Régebben egyes vidékeken „kisböjtnek” nevezték ezt az időszakot.

## Kialakulása
Advent eredete a 4. századig nyúlik vissza. A gallikán liturgiában a vízkeresztkor (január 6.) tartott felnőttkeresztelésre előkészítő négyhetes időszak volt. Az 5. században a karácsony vált jelentősebb ünneppé, ezért ehhez kötődött az először hathetes, majd Szimpliciusz pápától kezdve négyhetes formája. VII. Gergely pápa négyben határozta meg az adventi vasárnapok számát.

## Liturgia

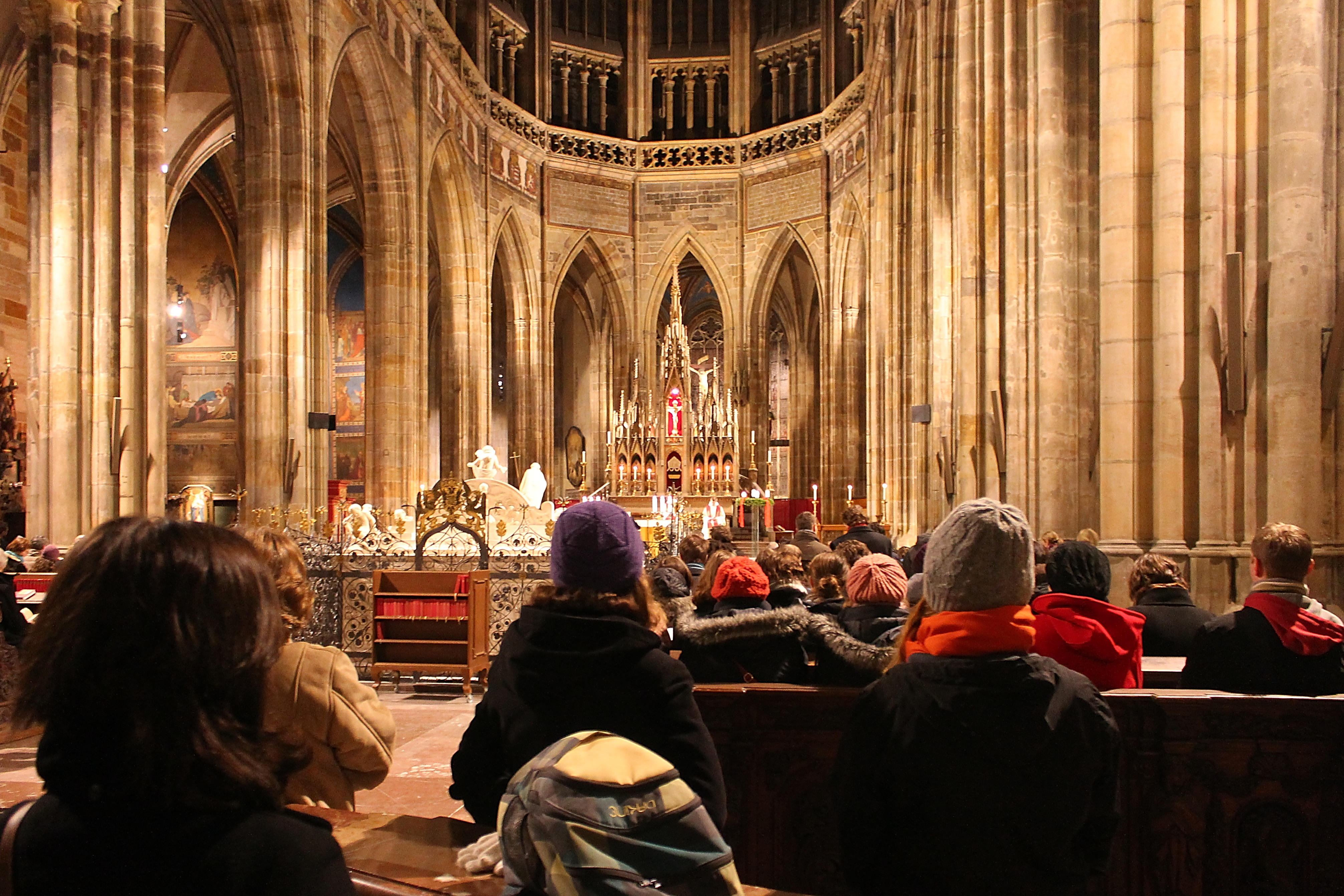
Hajnali mise (rorate) a prágai Szent Vitus-templomban 2013. december 13-án, Luca napján

A katolikus egyházban advent liturgikus színe a lila, amely a bűnbánatot, a szent fegyelmet és összeszedettséget jelképezi. Az adventi lelki felkészülés időszakára III. Ince pápa rendelte el a lila miseruha használatát. Az egész időszakban dísztelen a templomi oltár, az orgona szerepe pedig az énekek kíséretére korlátozódik.
Advent harmadik vasárnapján, örömvasárnapon (gaudete vasárnap) az Úr eljövetelének közelségét ünneplik; e nap liturgikus színe legtöbb helyen a rózsaszín. Ezen a napon a szentmise kezdőéneke a Gaudete in Domino kezdetű, a Filippekhez írt levélből: „Örvendjetek mindig az Úrban, ... mert az Úr immár közel van hozzánk!”
A 7. században a karácsony előtti kilencedik napon kezdték énekelni az ó-antifónáknak nevezett gregorián énekeket, ekkor hajnali szentmisét tartottak. Nevük onnan ered, hogy az „Ó!” felkiáltással kezdődnek. Ezek:
„Ó, Bölcsesség! Ki a Fölségesnek szájából származol, ki a mindenséget egyik végétől másikig erősen átfogod, és jóságosan el is rendezed: jöjj el, és taníts meg minket az okosság útjaira!”
„Ó, Adonai! Izrael házának vezére, ki Mózesnek a pirosló tűzlángban megjelentél, és neki Sina hegyén törvényt adtál: jöjj el, és szabadíts meg minket kinyújtott karoddal!”
„Ó, Jessze gyökere! Ki jelként állasz a népek között, kinek láttára a királyok elnémulnak, kire minden nemzetek vágyakoznak: jöjj el, és szabadíts meg minket, és már ne késlekedjél!”
„Ó, Dávid kulcsa! Izrael házának jogara, ki megnyitsz — és nincs, aki bezárja; bezársz — és nincs aki megnyissa: jöjj el, és vezesd ki a börtön házából a bilincsbe verteket, kik sötétségben ülnek és a halál árnyékában!”
„Ó, Napkelet! Örök fény ragyogása, igazság Napja: jöjj el, és világosíts meg minket, kik sötétségben ülünk és a halál árnyékában!”
„Ó, Népek Királya! Mindannyiunknak vágyakozása, Szegletkő, a két népet egybefoglaló: jöjj el, és mentsd meg az embert, kit a porból alkottál!”
„Ó, Emmanuel! Törvényünk és Törvényhozónk, népek reménysége és üdvözítője: jöjj el, és üdvözíts minket, mi Urunk, Istenünk!”
Ebből a hajnali szentmiséből alakult ki a középkorra Közép-Európában a minden adventi hétköznapon megtartott hajnali mise (rorate). Ezt jellemzően 6 órakor tartják, de ez nem előírás, létezik ennél korábbi vagy későbbi kezdés is. E szertartásokon különös hangsúlyt kap Szűz Mária tisztelete és a karácsonyi várakozás.

## Szokások

### Böjt
Korábban szokás volt az adventi időszakban böjtöt tartani. Az adventi böjti idő alatt tiltották a zajos mulatságokat és az ünnepélyes házasságkötéseket, de az utóbbit az 1661. évi nagyszombati zsinat püspöki engedélytől tette függővé. A böjtölés hagyománya a 20. század közepén tűnt el.
Jelenleg a katolikus egyházban nincsen böjti előírás az adventi időszakra vonatkozóan, ugyanakkor ajánlott a visszafogottság, csend, a több ima és lelki olvasmány, valamint a bűnbocsánat szentségéhez járulás.

### Szentcsalád-járás

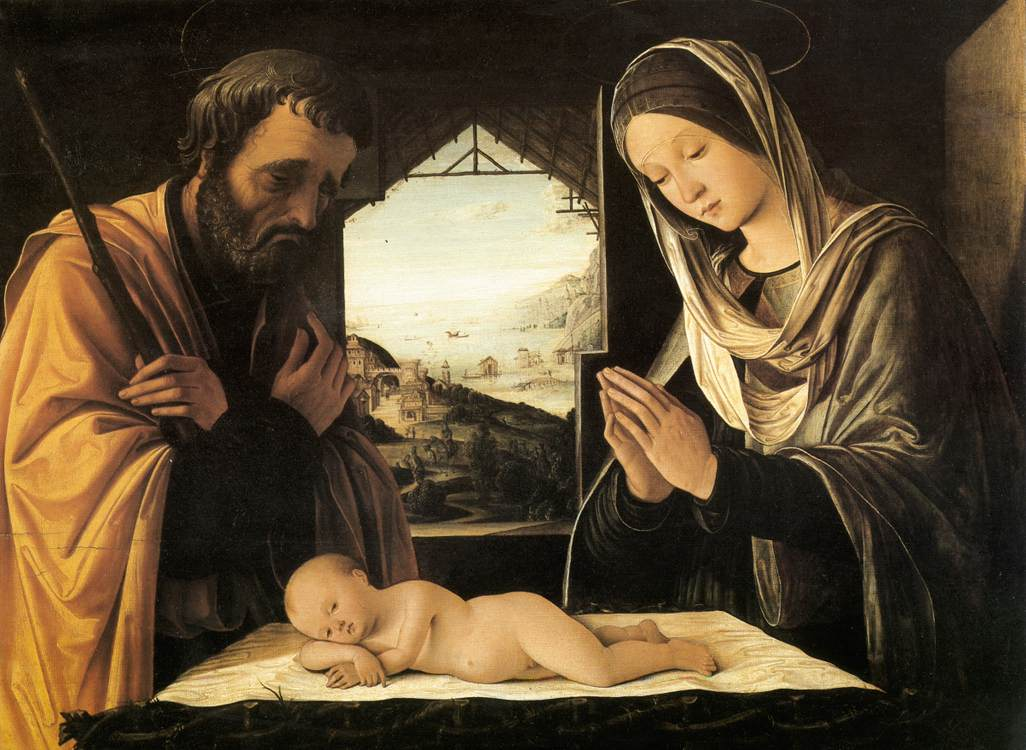
Lorenzo Costa: Szent család (1490 körül)

A szentcsalád-járás a 20. század elejéről származó katolikus szokás. A hívek minden nap más házhoz visznek egy a szent családot ábrázoló képet, majd imákat mondanak, és kisebb szertartásokat mutatnak be körülötte. A népszokás arról a bibliai eseményről emlékezik meg, amikor a gyermekét váró Szűz Mária és Szent József Betlehembe érvén szállást kerestek maguknak.

### Adventi koszorú

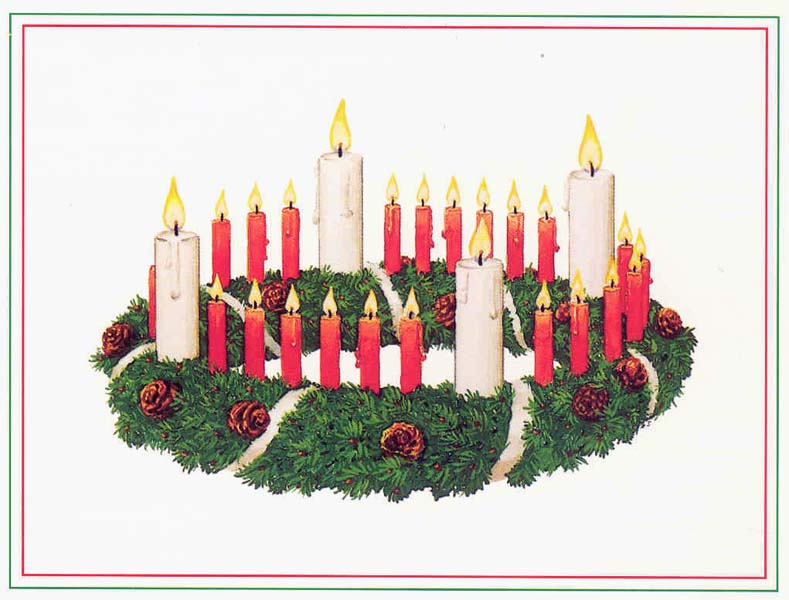
Így nézhetett ki Wichern evangélikus lelkész adventi koszorúja: vasárnapokra fehér, hétköznapokra és szombatokra piros gyertyák jutottak

Az adventi koszorú ősét 1839-ben készítette Johann H. Wichern németalföldi evangélikus lelkész: egy örökzölddel díszített szekérkeréken 24 gyertyát helyezett el, melyek közül minden nap eggyel többet gyújtott meg karácsonyig. Ma az adventi koszorú általában fenyőágból készített kör alakú koszorú, melyet négy gyertyával, 3 lilával és egy rózsaszínnel díszítenek. A gyertyákat vasárnaponként (vagy előző este) gyújtják meg, minden alkalommal eggyel többet. A világító gyertyák számának növekedése szimbolizálja a növekvő fényt, amelyet Isten Jézusban a várakozónak ad karácsonykor.

### Adventi naptár

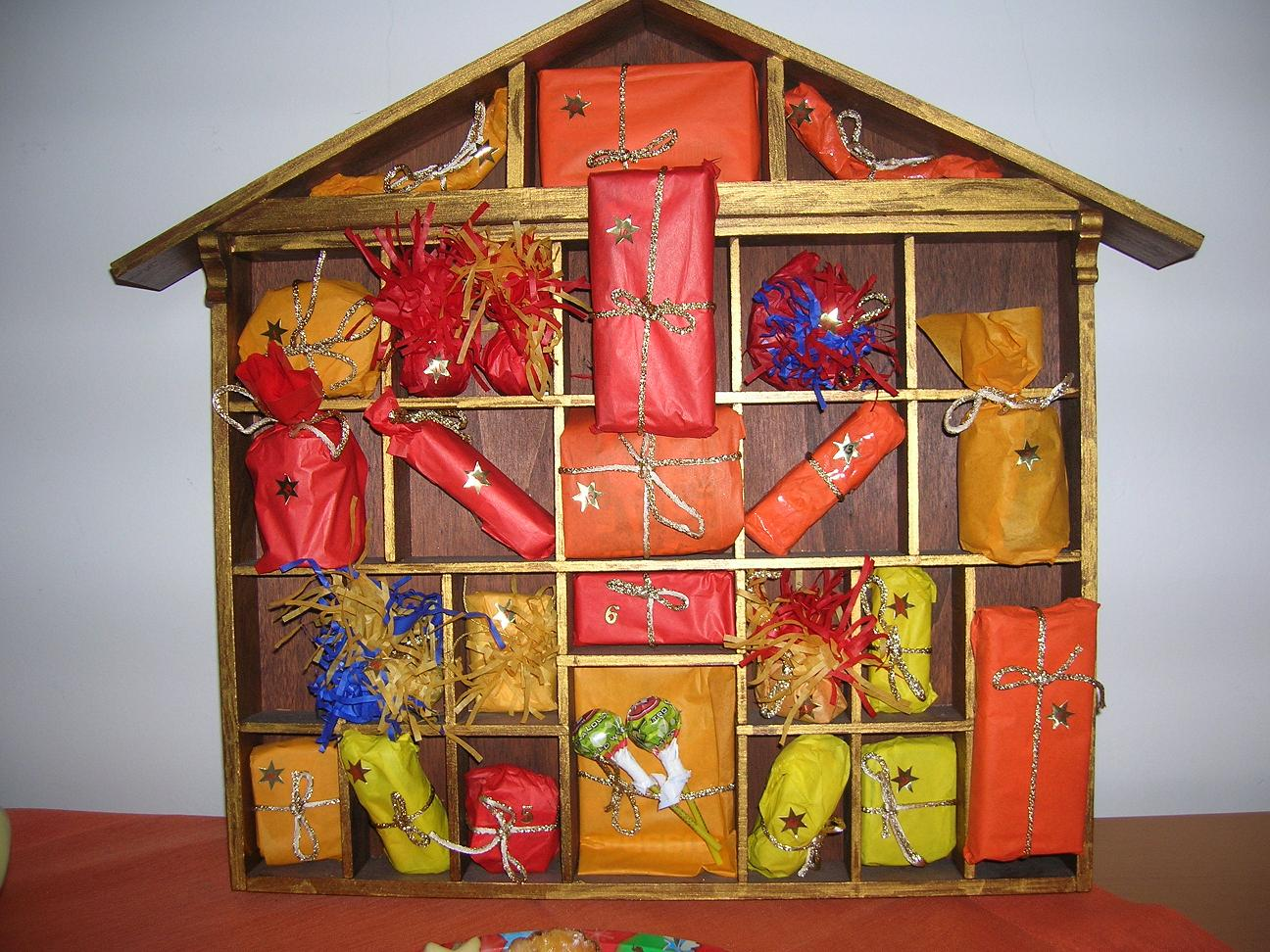
Modern adventi naptár

Az adventi naptár a koszorúhoz hasonlóan az ünnepi várakozást jelképezi. Általában egy díszes tábla vagy doboz, amely 24 rekeszt (vagy ablakot, fiókot) tartalmaz, amelyekben kis meglepetések vannak, és közülük minden napon egy nyitható ki. Eredetileg vallásos képeket vagy bibliai idézeteket tartalmazott, napjainkra szekularizálódott és csokoládét, játékszereket, hasonlókat rejt. Az első modern adventi naptárak a 20. század első éveiben jelentek meg, az ajtós kalendáriumok az 1920-as, a ma is népszerű ajtós-rekeszes, meglepetéseket tartalmazó változat pedig az 1950-es években.